# Ускраћивање
Депривација је стање потпуно или недовољно испуњених психичких, социјалних или емотивних потреба људи.
Релативна депривација подразумева осећање ускраћености у погледу онога на шта неко верује да има право. Она се испољава као незадовољство које људи осећају онда када упореде свој друштвени положај са другима и схвате да су у неповољнијој ситуацији од њих.